# Пачарешко
Пачарешко или Пачарешкьой (на гръцки: Προάστιο, Проастио, катаревуса Προάστειον, Проастион, до 1926 година Πατσαρέσκιοϊ, Пацарескьой) е село в Република Гърция, в дем Воден, област Централна Македония.

## География
Селото се намира на 4 km южно от град Воден (Едеса), в североизточното подножие на планината Каракамен (Вермио).

## История
През Балканската война в селото влизат гръцки войски и след Междусъюзическата Пачарешко остава в Гърция. В 1926 година селото е прекръстено на Проастио.
Селото е българско, но в 20-те години гръцките власти заселват в него 48 гърци бежанци. В 1928 година Пачарешко е представено като смесено местно-бежанско с 13 бежански семейства и 56 души бежанци.
Селяните се занимават със земеделие, овощарство и скотовъдство.
| Година    | 1913 | 1920 | 1928 | 1940 | 1951 | 1961 | 1971 | 1981 | 1991 | 2001 | 2011 | 2021 |
| --------- | ---- | ---- | ---- | ---- | ---- | ---- | ---- | ---- | ---- | ---- | ---- | ---- |
| Население |      |      | 59   | 91   | 41   | 84   | 64   | 61   | 61   | 48   | 43   | 40   |